# Migrant Banking
Migrant Banking è il termine usato per indicare il rapporto tra banche e immigrati nella nazione in cui operano queste banche.

## Definizione
Migrant banking è un neologismo anglofono con cui si intende generalmente il processo di bancarizzazione degli immigrati. L'inserimento finanziario di questa nuova componente della popolazione, nell'ambito economico nazionale esistente, ha importanti riflessi sociali.

## Lo sviluppo del problema
Storicamente l'intermediazione tra l'offerta e la domanda di denaro e i servizi bancari ha sempre avuto un marcato impatto sociale. In molti casi le banche incidono in modo decisivo fornendo opportunità di progresso a individui e comunità, e dunque alla società stessa nel suo insieme.
Lo sviluppo del dibattito sul migrant banking all'interno dello studio delle migrazioni è quindi di notevole importanza strategica: con i suoi risvolti esso può infatti costituire la prima tappa per una piena cittadinanza economica dell'emigrante, e agevolare, attraverso questo passaggio, una sua integrazione nel segno del rispetto reciproco. 
L'accesso ai servizi bancari alla popolazione immigrata presente può essere analizzato da due punti di vista: da un lato equivale all'apertura di un mercato promettente e redditizio per le banche, dall'altro lato si caratterizza come un aiuto a superare i primi momenti difficili dell'arrivo nel paese di approdo creando un legame e un rapporto positivo con questo paese. L'immigrato abbandonato ed escluso dalle varie istituzioni pubbliche e private si trova invece facilmente emarginato e sospinto verso situazioni di potenziale criminalità suscettibili di creare gravi danni sociali.
Queste considerazioni si possono applicare in generale a tutti i paesi, tuttavia il problema della financial exclusion o della "popolazione unbanked" è più marcato in quelle nazioni dove le necessità quotidiane dei singoli sono molto spesso soddisfatte attraverso l'uso di servizi bancari, quali ad esempio il pagamento tramite carte di credito. 

### Situazione italiana
L'immigrazione,  ormai una realtà acquisita, è destinata a svolgere un ruolo da protagonista nel campo economico e finanziario. Gli immigrati costituiscono ormai il 5-6% della popolazione residente in Italia e sono destinati a crescere ulteriormente. 
L'Italia attira un numeroso flusso di ingressi tra nuovi lavoratori e ricongiungimenti familiari. Costoro di fatto suppliscono ad una crescita demografica in calo, che influisce negativamente sul mercato occupazionale, e rendendo sempre più necessario il fenomeno migratorio stesso per avere a disposizione manodopera per alcuni settori dell'industria e agricoltura. 
Il fenomeno della cosiddetta “bancarizzazione”  degli immigrati è un fenomeno a lungo non considerato sia dai ricercatori che dalle banche. L'interesse per l'emigrato come operatore economico sembra iniziare solo a partire dal 1998. In quell'anno viene infatti realizzato il primo prodotto bancario confezionato sui suoi bisogni. L'iniziativa, presa dalla Banca Popolare di Milano, rimane però l'unica di un certo peso fino al 2004. Soltanto a partire da questa data, soprattutto per volontà dell'Associazione bancaria italiana e con le tavole di discussione volute da Enzo Maria Napoletano intorno al welcome marketing, il migrant banking ha cominciato ad entrare a pieno titolo nella realtà finanziaria italiana. 
Secondo dati recenti (2008) sono circa 1,4 milioni gli immigrati in Italia che hanno un conto corrente in una banca italiana, con una crescita del 33% rispetto al 2006.
Oggi si osserva la fase di transizione in cui il migrant banking si colloca tra la banca etica e il mercato competitivo. Le previsioni, soprattutto degli operatori del settore, vedono già imminente una competizione far le banche nella ricerca di nuovi clienti fra gli immigrati, e lo percepiscono come il terreno sul quale avverrà una nuova battaglia concorrenziale. In questi ultimi due anni quasi tutti gli istituti bancari italiani ne stanno studiando le sue potenzialità economiche.
L'apertura verso questa nuova potenzialità non riguarda solo il mercato italiano ma tutto il mondo occidentale attraversato da crescenti flussi migratori in entrata. Lo stesso presidente della Federal Reserve, Bernanke, ha messo al centro di uno dei primi discorsi tenuti dopo la sua nomina l'esigenza che il sistema bancario statunitense servisse meglio la popolazione immigrata e che le banche implementassero i propri collegamenti verso gli istituti dei paesi fonte di emigrazione.